# Unneröd
Unneröd är en stadsdel belägen  Uddevalla. Från början var Skogslyckan en stadsdel byggd enbart för arbetare på det då nybyggda Uddevallavarvet, i början av 1950-talet.

## Skolor
Unnerödsskolan är en förskoleklass-, låg- & mellanstadieskola i Unneröd i den västra delen av tätorten Uddevalla. Skolan undervisar barn från årskurs f till 5. Skolan har en egen gymnastiksal, trä- & textilslöjd, matsal och fotbollsplan. Unnerödsskolans valspråk är "Trygghet, trivsel & kunskap". Det går ca 240 barn på skolan.